# Hamoon Hemmat
Hamoon Hemmat (nacido el 15 de enero de 1989) es un escultor, actor de doblaje y actor de doblaje iraní. Es hijo del famoso actor iraní Asghar Hemmat y del Afsar Asadi.

## Carrera artística

### Biografía
Hamoon Hemmat nació en Teherán el 15 de enero de 1989. Se graduó en Artes Escénicas por la Universidad de Teherán. También participa activamente en el doblaje. Es el hijo mayor de Asghar Hemmat, un famoso actor iraní, y la madre de Hamoon, el Afsar Asadi, es otro famoso reclutador iraní.

### Trayectoria profesional
Hamoon Hemmat lleva mucho tiempo fabricando esculturas de metal a partir de piezas de automóvil desechables.